# アン・リタ

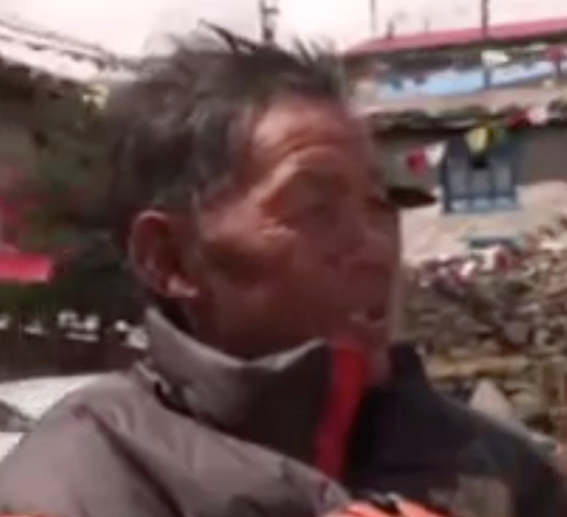
アン・リタ

アン・リタ（Ang Rita、ネパール語: आङ्गरिता शेर्पा、1948年 - 2020年9月21日）は、ネパールの登山家、シェルパ。エベレストに生涯で10回登頂した記録をもつ。その全てが無酸素登頂である。「雪豹」のあだ名で知られている。
1987年には、12月のエベレスト登頂に成功した。11月から3月までの期間内に無酸素登頂を果たしたのは彼のみである(2017年時点)。
エベレスト以外にも8000メートル峰に9回登頂している。

## エベレスト
|     | 登頂年月日     | ルート       |
| 1.  | 1983年5月7日   | 南東稜       |
| 2.  | 1984年10月15日 | サウスピラー |
| 3.  | 1985年4月29日  | 南東稜       |
| 4.  | 1987年12月22日 | 南東稜       |
| 5.  | 1988年10月14日 | 南東稜       |
| 6.  | 1990年4月23日  | 南東稜       |
| 7.  | 1992年5月15日  | 南東稜       |
| 8.  | 1993年5月16日  | 南東稜       |
| 9.  | 1995年5月13日  | 北東稜       |
| 10. | 1996年5月23日  | 南東稜       |